# Вісенте Фокс
Вісе́нте Фокс Кеса́да (ісп. Vicente Fox Quesada; нар. 2 липня 1942) — президент Мексики у 2000–2006 роках. Був обраний президентом у 2000 році від опозиційної Партії національної дії вперше після 70 років панування Інституційно-революційної партії.

## Життєпис
Народився у м. Мехіко у заможній іспано-ірландській родині, був другим з дев'яти дітей. Навчався в університетах США і Мексики. Пізніше, з 1964 р. працював у мексиканській філії компанії Кока-Кола, був керівником транспортної мережі компанії. З часом став президентом компанії у Латинській Америці.
У 1980 році приєднався до Партії національної дії, партії, яка сповідувала лібералізм і приватизацію. У 1988 році був обраний депутатом від рідного штату Гуанахуато, а у 1995 році став губернатором цього ж штату.
2 липня 2000 року, після тривалої передвиборчої кампанії, був обраний президентом Мексики на шестирічний термін із 44 % голосів виборців. Під час свого президентства, Вісенте Фокс зіткнувся з великими труднощами у здійсненні економічних реформ, зокрема завдяки протидії опозиції в конгресі країни. Його політика у боротьбі з корупцією, однак, була успішнішою.
26 листопада 2006 із закінченням терміну на посаді, Вісенте Фокс передав повноваження новообраному президенту-однопартійцю Феліпе Кальдерону.